# FC Brunsviga 1896 Braunschweig
FC Brunsviga 1896 Braunschweig was een Duitse voetbalclub uit Braunschweig.
De club werd in 1896 opgericht en was de tweede club van de stad na FuCC Eintracht Braunschweig, dat een jaar eerder opgericht werd. De eerste wedstrijd tussen beide clubs op 13 februari 1898 werd met 0-12 verloren. De club leed aan de concurrentie met Eintracht dat ambitieuzer was en tegen clubs uit heel Duitsland speelde terwijl Brunsviga op plaatselijk niveau wilde blijven spelen.
Op 28 januari 1900 was de club een van de stichtende clubs van de Duitse voetbalbond. De club werd in Leipzig vertegenwoordigd door voorzitter Karl Stansch. Reeds in 1901 werd de club opgeheven. De meeste leden sloten zich bij Eintracht aan.